# ليهشتن
لشتن (بالألمانية: Lehesten) هي بلدة ألمانية تقع في ألمانيا في تورينغن. يقدر عدد سكانها بـ 2,045 نسمة .